# 彼达迪
彼达迪是巴西圣保罗州的一个市镇。总面积745.536平方公里，总人口54972人，人口密度73.7人/平方公里。